# Thelypteris guamensis
Thelypteris guamensis là một loài dương xỉ trong họ Thelypteridaceae. Loài này được Fosberg & Sachet mô tả khoa học đầu tiên năm 1981.
Danh pháp khoa học của loài này chưa được làm sáng tỏ. 